# Carla Romanelli
Carla Romanelli (Arezzo, 1949. augusztus 23.–) olasz színésznő.

## Életpályája
Carla Romanelli művészek és költők fémjelezte családban született, 1949-ben, az olaszországi Arezzóban.
A parlamenti tolmácsképző iskolában idegen nyelveket tanult, és humán tudományokból szerzett oklevelet.

### Kezdeti évek a show-businessben
Első televíziós fellépésére a RAI promóciós műsorában, a Carosellóban került sor, 1968-ban, amikor Luciano Emmer rendezésében Hófehérkét alakította.
Színházi pályája ugyanabban az évben Alessandro Fersen Ördöngösségek című darabjában indult.[forrás?]
Filmkarrierje – még színészi képesítés nélkül – az 1960-as évek végén néhány olyan erotikus filmben játszott meztelen szereppel indult, mint a Leszbosz – a szerelem magasiskolája, vagy a görög Szerelem határok nélkül erotikus vígjáték.

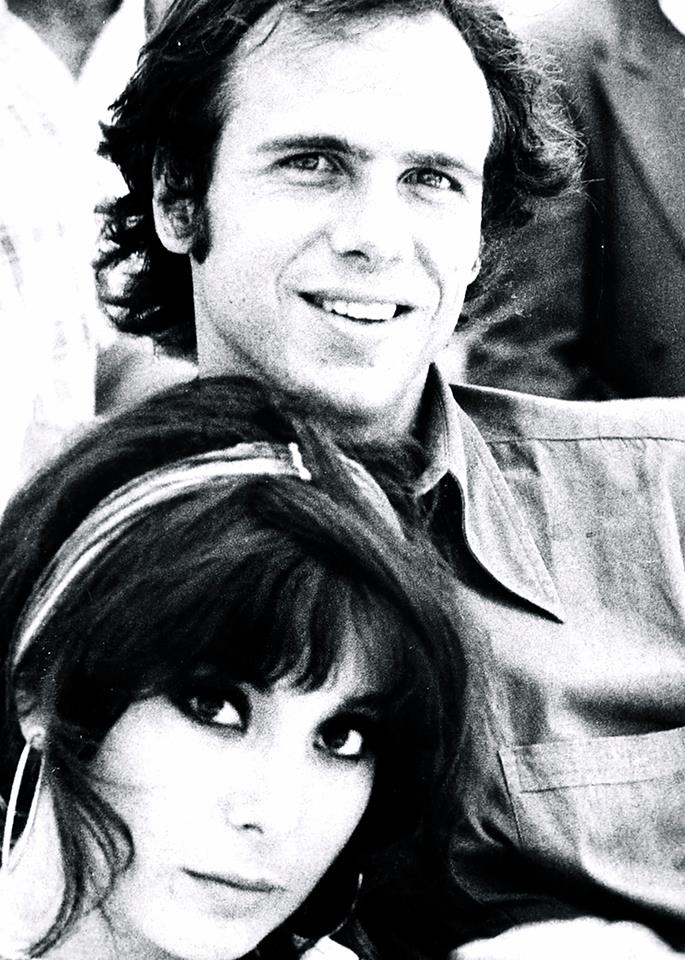
Férjével, John Crowtherrel

1970-ben Amerikában férjhez ment John Crowther író-filmrendezőhöz, akinek a The Martlet's Tale című filmjében is szerepelt. Apósa Bosley Crowther, a New York Times filmkritikusa, akinek köszönhető, hogy az olasz neorealizmus meghódította az Egyesült Államokat.

### Pályája zenitjén
Színjátszást 1970-től 1975-ig Fersen római színitanodájában tanult.
Az első igazi nagy szerepe a buja Pampinea a Tök pucér kanca szexkomédiában, ahol Don Backy, Renzo Montagnani, Pietro Torrisi és Barbara Bouchet mellett játszott. Az A nevem Shangai Joe spagettiwesternben Chen Lee és Klaus Kinski partnereként először játszott felöltözve. A Hermann Hesse-féle Prérifarkas című filmben Mariát alakította Max von Sydow, Dominique Sanda, Pierre Clémenti társaságában.
Az első művészileg lényeges filmje Az érzéki ápolónő szexkomédia 1975-ben Ursula Andress és Duilio del Prete társaságában, illetve volt egy kisebb szerepe Tony Curtisszel a Casanova & Co.-ban.
1975-től 1978-ig a Los Angeles-i Actor’s Studióban színművészeti ismereteit tökéletesítette.
Tevékenysége során folyamatosan váltogatta a színészetet az írásművészettel[forrás?], előadásokat, koncerteket és egyéb kulturális eseményeket hozott létre, a művészet és a tudomány sajátos szintézisét teremtve meg.[forrás?]

### Magyar évek
Az 1970-es években sok időt töltött Magyarországon, előbb Ragályi Elemér operatőrrel került szerelmi kapcsolatba, később közel két éven át Lukács Sándorral ápolt meghitt viszonyt, aki a hírekkel ellentétben soha nem vette el feleségül.
Több magyar filmben is szerepet kapott:
- Krúdy Gyula–Horváth Z. Gergely: Napraforgó (1974)
- Sándor Pál: Herkulesfürdői emlék (1975)
- Makk Károly: Egy erkölcsös éjszaka (1977)
- Nemere László: Segítsetek, segítsetek! (Madaras Józseffel, a film 1978-ban a Monte-carlói Nemzetközi Televíziós Filmfesztivál díjnyertese lett)

### Az 1970/1980-as évtizedek fordulóján
A magyarországi vendégszereplések után több színházi és filmszerepet játszott még el, Olaszországon kívül például az Amerikai Egyesült Államokban és Franciaországban, többek között Jean-Paul Belmondo oldalán.
A televízióban 1979-ben Mercédès szerepében debütált Jacques Weber négyrészes A Monte Cristo grófjában, 1980-ban a leginkább ismert Gina, Belmondo egyik szobalányaként Szabadlábon Velencében című vígjátékában. Az utolsó nagy filmje 1983-ban a The Lonley Lady volt Pia Zadora társaságában, amely tizenegy jelölést kapott az Arany Málna díjra, és „elnyerte” a minden idők az év legrosszabb filmje díjat.
1981-ben a bolzanói állandó színházban (Teatro Stabile di Bolzano) a Fersen rendezte Szégyentelen igazság című vígjáték női főszerepét alakította, ahol Giusi Raspani Dandolo színművésznő ragyogó komikai stílusát tanulmányozta.

### 2000 után
Georg Büchner Woyzeckjének olasz tévéváltozatában lépett fel, szerepelt színpadon Csehov Három nővérében és a bolzanói fesztiválon Müller Péter Szemenszedett igazság című darabjában. Elkezdett foglalkozni a művészet különféle egyéb vonatkozásaival; a nemzetközi kapcsolatokat intéző felelőse lett a FIA (a művészek nemzetközi uniója) olaszországi szervezetének. Kiállítások kurátoraként is közreműködött, s lassan a kultúra, művészet, tudomány támogatásának hostesse lett.
Producer volt a spoletói fesztiválon, ahol koncerteket, költői esteket szervezett. Kapcsolatba került az 1950-es években Amerikában alapított Aspen Intézettel, amely az emberiség jövőjével és a kultúrák közötti nyílt eszmecserével foglalkozik. Hamarosan bevonták az intézet sajtómunkájába, így olyan hírességekkel is találkozott, mint a fizikai Nobel-díjas Carlo Rubbia. Közben egyre több szervezettel került kapcsolatba, és hazájából már az ESOF 2004-es stockholmi rendezvényéhez is jelentős támogatókat nyert meg. 2006-ban Berlinben az ESOF (Európai Tudományos Nyílt Fórum) Olaszországból érkező finanszírozások felhajtójaként működött közre.

## Díjai
- Maja Internacional , 1967
- A. De Curtis Díj, 1972
- Cinema e società Díj, 1980
- Arte e Sport Díj, 1993
- Chimera d'Oro Díj, 1998
- Protagonisti, 1998
- AEREC Archiválva 2018. december 31-i dátummal a Wayback Machine-ben Donne di successo Díj, 2011

## Szerepei

### Mozi
- Donne… botte e bersaglieri (1968)
- Fenomenal e il tesoro di Tutankamen (1968)
- Bocche cucite (1968) videó[22]
- Leszbosz – a szerelem magasiskolája (1969)[6]
- Szerelem határok nélkül (1970)[8]
- The Martlet's Tale (1970)[10] Video[23]
- Le inibizioni del dottor Gaudenzi, vedovo col complesso della buonanima (1971)
- Tök pucér kanca (1972)[14]
- Il figlioccio del padrino (1973)
- Milano rovente (1973)
- A nevem Shanghai Joe (1973)[15] Video[24]
- A prérifarkas (1974)[16] Video[25]
- Napraforgó (1974) Video[26]
- Alfa holdbázis (1975)
- Az érzéki ápolónő (1975)[17]
- Herkulesfürdői emlék (1976)
- Casanova & Co. (1977)[18]
- Egy erkölcsös éjszaka (1977) Video[27]
- Sono stato un agente C.I.A. (1978)
- Monte Cristo grófja (1979) Video[28][halott link]
- Szabadlábon Velencében (1980). Video[29]
- The Lonely Lady (1983)
- Rendőrgyilkos (1983)

### Televízió
- Caroselli pubblicitari, Luciano Emmer „Hófehérke” (1967)
- Caroselli pubblicitari, Paolo és Vittorio Taviani (1968)
- Un'estate un inverno, Mario Caiano (1970) (televíziós minisorozat)
- Olenka, Alessandro Brissoni (1973) (tévéfilm). Video[30]
- Space: 1999, Charles Chricton (1976) (tévésorozat, 1. évf., 20. epizód) Video[31]
- Segítség, segítség!, Nemere László (1978) (tévéfilm)
- Return of the Saint, Sásdy Péter (1979) (tévésorozat, 23. epizód) Video[32]
- Monte Cristo grófja, Denys de La Patellière (1979) (tévésorozat)
- Lapo erzäht…, Grytzko Mascioni (1981) (tévésorozat)
- Che si beve stasera?, Paolo Poeti (Rai 2) (1982) Video[33]
- Quel 9 Aprile del '53, Franco Biancacci (1982) (tévéfilm)
- La capannina, Edmo Fenoglio, (1984)
- La maschera e il volto, Marco Parodi (1984) (tévéfilm)
- Sa Majesté le flic („éjszakai sorozat”, Jean-Pierre Decourt (1984) (tévésorozat, 1. évf., 3. epizód)
- I racconti del maresciallo, Giovanni Soldati (1984) (televíziós minisorozat, 1. évf., 4. epizód)
- Il Woyzeck, rendezte Giorgio Pressburger (1985) (tévészínház). Video[34]

### Színház
- Le diavolerie, Alessandro Fersen (1968)
- Albero mio fiorito, Dacia Maraini (1968)
- Nonostante Gramsci, Adele Cambria (1969)
- La conversazione continuamente interrotta, Ennio Flaiano (Festival dei Due Mondi, 1972)
- Leláncolt Prométheusz, Aiszkhülosz (1973)
- Rose caduche, Giovanni Verga (1979)
- King Kong Cert (Festival dei Due Mondi, 1979)
- Szemenszedett igazság, Müller Péter (1979) [35][36]
- Három nővér, Anton Pavlovics Csehov (1980)
- La capannina, Edmo Fenoglio, (1984)
- Fiore di cactus, Barillet-Gredy (1993)
- Festival lungo un giorno lungo un anno, Arturo Annechino (1990)
- Bacco tabacco e Venere, Arturo Annechino, (1991)
- Frankie & Johnny in the Clair de Lune, Terrence McNally (1992)
- La Talanta, Pietro Aretino, (1992)
- L'ultima maschera, John Crowther, (Festival dei Due Mondi, 1993)
- Camere con crimini Bobrik-Clark, (Festival dei Due Mondi, 1995)
- Az utolsó yenki, Arthur Miller, (1994)
- Einstein, Willard Simms (1995)
- Griffin and Sabine, Nick Bantock (1996)
- Daliás idők, Toldi-trilógia (Recital), Arany János (költő) (Accademia d'Ungheria, Róma 2017) [37]

#### Színházi rendezései
- Un pane di luce per il mondo (1999)
- Around the World (2000)
- A bolygók (szvit), Gustav Holst, (Festival dei Due Mondi, 2004)
- Se tutte le donne del mondo (2005)

## Fordítás
- Ez a szócikk részben vagy egészben  a   Carla Romanelli című német Wikipédia-szócikk ezen változatának fordításán alapul.  Az eredeti cikk szerkesztőit annak laptörténete sorolja fel. Ez a jelzés csupán a megfogalmazás eredetét és a szerzői jogokat jelzi, nem szolgál a cikkben szereplő információk forrásmegjelöléseként.